# Salorno
Salorno tiếng Ý: Salorno sulla Strada del Vino; tiếng Đức: Salurn an der Weinstraße; Archaic (580AD): Salurna, cũng viết Salurn hay Salurne) là một đô thị ở tỉnh Bolzano-Bozen trong vùng Trentino-Alto Adige/Südtirol của Ý, có vị trí cách khoảng 20 km về phía đông bắc của thành phố Trento và khoảng 30 km southwest of thành phố Bolzano. Tại thời điểm ngày 31 tháng 12 năm 2004, đô thị này có dân số 3.160 người và diện tích là 33.2 km². Khoảng 37% dân số nói dùng tiếng Đức làm ngôn ngữ đầu tiên.

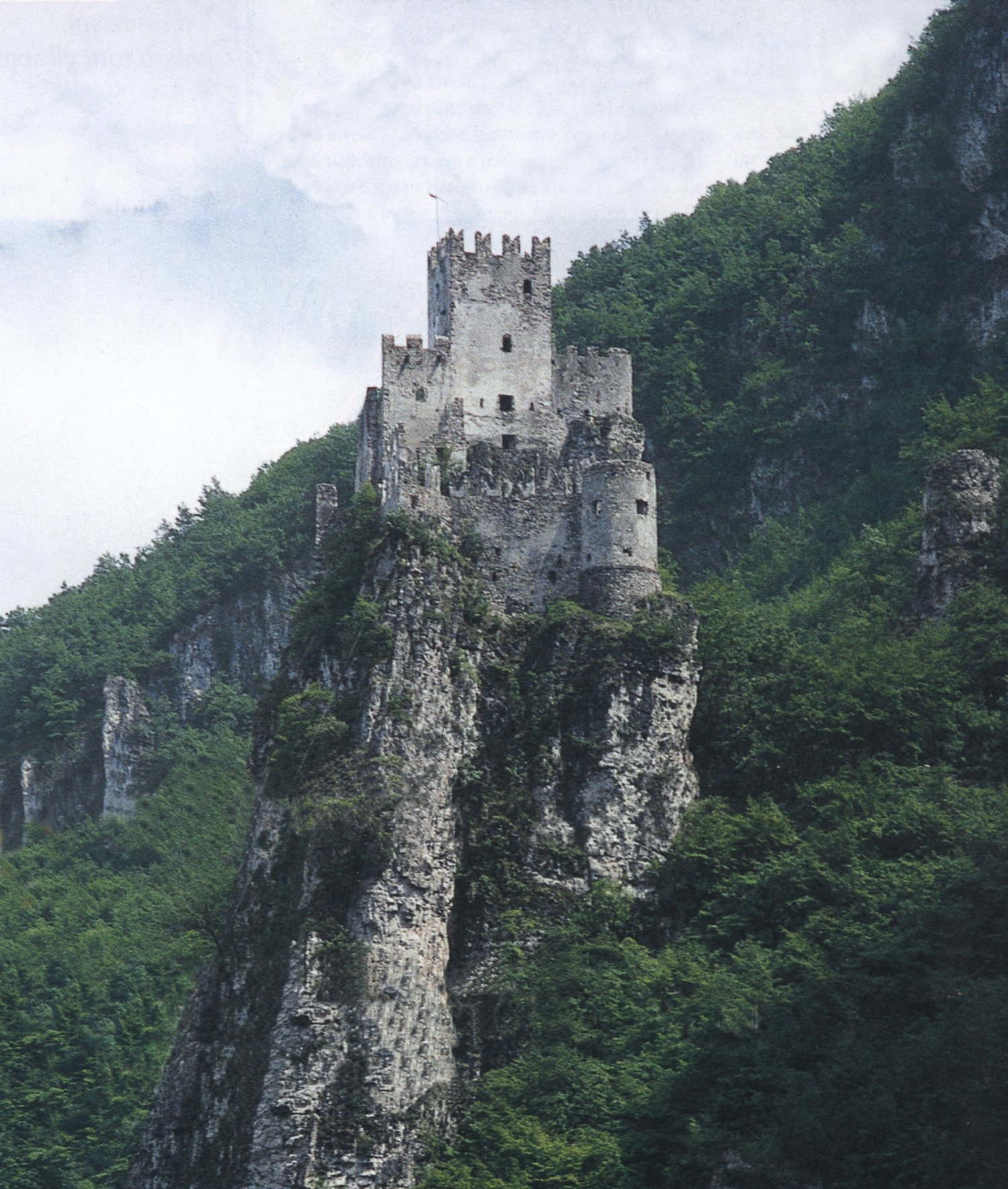
Castello dei Litigi.

Đô thị Salorno có các frazioni (các đơn vị cấp dưới, chủ yếu là các làng) Cauria (Tiếng Đức: Gfrill) and Pochi (Tiếng Đức: Buchholz).
Salorno giáp các đô thị: Kurtinig an der Weinstraße, Margreid an der Weinstraße, Montan, Neumarkt, Capriana, Cembra, Faver, Giovo, Grauno, Grumes, Mezzocorona, Roverè della Luna và Valda.